# Gastrotheca abdita
Gastrotheca abdita é uma espécie de anura da família Hemiphractidae.
É endémica de Peru.
Os seus habitats naturais são: campos rupestres subtropicais ou tropicais e pântanos.